# 小川満鈴
小川 満鈴（おがわ みな）は、日本の元子役、著作家、セーラームーングッズコレクター。東京都出身で、血液型はAB型。劇団ひまわりに所属していた。

## 来歴・人物
赤ん坊の頃から幼稚園生（6歳頃）まで子役として活動していたが、両親の離婚を機に引退。母親は名前の候補として、「まんりん」「ののん」「きらん」など個性的な名前を名付けたかったと週刊誌で綴っている。
芸能界への復帰の話は何度かあったが本人は未練はないと語っている。著作家としてテレビ出演した際には、声が子供のままであることが度々ネタにされ、声優界からもオファーがあったが、90年代アニメをこよなく愛しているため断固拒否している。
2014年、一般男性との婚約を発表。
個人ブログの写真が美少女中学生にしか見えないと2ちゃんねるで話題になり、アメブロオフィシャルブロガーとなる。自他共に認める「驚異の童顔」の持ち主で幼いルックスとは裏腹にキレのある文章で一躍人気になる。
日本のカジノ法について、「日本って本当にへんな国。」と発言をしている。山口達也の不祥事について、女子高生も悪いと芸能界の闇を綴ったブログがニュースになり、話題を集めた。この頃から「委託されて記事を書いている」などと噂されて炎上するようになり、元子役ブロガーと言われるようになる。その後、ゴシップなどを辛口で書いているブログが度々話題となり、フリーランスのライターになる。ブログの月の収益が100万円程になったこともある。
2020年9月5日、アメブロでは自分の思ったことが書けなくなったことをきっかけに、ワードプレスブログにて「小川満鈴のホンネBLOG.」を開設したことを発表した。
美少女戦士セーラームーンに3000万以上の投資をしており、非常にレアリティの高いグッズも揃えており、セーラームーンファンの中でも有名になる。
Instagramでは「おがわん」名義で「自分の趣味や知識の多くは、80年代90年代など昭和レトロなものだ」として頻繁に更新している。3000万円以上費やしたと語るセーラームーングッズや昭和レトロなおもちゃの連載を、misono・元モーニング娘。の小川麻琴・黒田勇樹らと共にはじめ、注目を集める。

## 主な出演作品

### テレビドラマ
- 「親子ゲーム」（TBS）
- 「親たちの受験期」（フジテレビ）
- 「花王 愛の劇場 ああ家族」（TBS）
- 「火曜サスペンス劇場 赤い記憶」（日本テレビ）
- 「いのち」（NHK）
- 「うちの子にかぎって…パート2」（TBS）
- 「このこ誰の子?」（フジテレビ）
- 「パパ合格ママは失格」（日本テレビ）
- 「まんが道」（NHK）
- 「火曜サスペンス劇場 間違い電話」（日本テレビ）
- 「もっとあぶない刑事」（日本テレビ）
- 「パパは年中苦労する」（TBS）
- 「火曜サスペンス劇場 唐津火模様殺人事件」（日本テレビ）
- 「ママはアイドル」（TBS）
- 「はぐれ刑事純情派」（テレビ朝日）
- 「Wパパにオマケの子?!」（日本テレビ）
- 「未婚の母でごめんね」（テレビ東京）
- 「親子ウォーズ」（TBS）
- 「ハートに火をつけて!」（フジテレビ）
- 「若奥さまは腕まくり!」（TBS）
- 「窓を開けますか?」（フジテレビ）

#### バラエティ
- 「あっぱれさんま大先生」（フジテレビ）
- 「人気者でいこう!」（朝日放送）
- 「なんでもベストテン!」（テレビ東京）
- 「ウチくる!?」（フジテレビ）
- 「天才てれびくん（ドラマ）」（NHK教育テレビ）
- 「ザ!世界仰天ニュース」（日本テレビ）
- 「ラヴィット!」（TBS）

### コマーシャル
- 「ムーニーマン」
- 「ビオレU」
- 「ケンタッキーフライドチキン」
- 「写ルンです」
- 「スタミナハンディカム」
- 「松本引越センター」
- 「ファーストママ」
- 「スーパーせんせい」
- 「イオン（歳末）」
- 「理研ビタミン」
- 「サトウの切り餅」
- 「ねるねるねるね」
- 「サッポロポテト」
- 「カルちゃんランドセル」
- 「ローソン」
- 「ブルボンプリッツ」
- 「フルーチェ」
- 「富士フイルム」

### 映画
- 「行き止まりの挽歌　ブレイクアウト」
- 「波光きらめく果て」

### 雑誌
- 「ザテレビジョン」（KADOKAWA）
- 「De☆View」（勁文社）
- 「漫画実話ナックルズ」（ミリオン出版）
- 「劇画マッドマックス」（コアマガジン）
- 「BUBKA」（白夜書房）
- 「実話芸能裏ネタドーーン!」（コアマガジン）
- 「BX」（マイウェイ出版）
- 「セーラームーンで性の目覚め」（週刊SPA!）
- 『セーラームーン』マニアの自宅で発見したお宝グッズ14（女性自身）

### 携帯サイト・WEB
- 「探偵ファイル」
- 「芸能探偵」
- 「abematv」

### 連載コラム
- 「しらべぇ」
- 「STARTT」
- 「Suits WOMAN」
- 「インサイド」
- 「numan」
- 「リアルライブ」
- 「笑うメディアクレイジー」
- 「bizSPA!フレッシュ」

### 新聞
- 「山口達也への「同情」発言止まらず　今度は元子役がブログで「業界的推察」載せ炎上」（J-CASTニュース）
- 「美少女戦士セーラームーンに3000万！元アイドルのコレクションが凄い！」（ガジェット通信）
- 「もう家に収まらない！ 日本一のセーラームーングッズコレクター・小川満鈴の“美少女戦士への愛”に溺れる人生」（女の転職type）
- 元子役・小川満鈴が一般男性と婚約　年明けにも入籍「幸せいっぱい」（スポニチアネックス）
- 「子どもへの性暴力」 （朝日新聞）